# William King Gregory
Pour les articles homonymes, voir William King, King et Gregory.
William King Gregory est un paléontologue américain, né le 19 mai 1876 à New York et mort le 29 décembre 1970 à Woodstock (État de New York).

## Biographie
Il est le fils de George et de Jane née King. Il étudie à l’école des mines de l’université Columbia de 1894 à 1896 où il obtient son Bachelor of Arts en 1900, son Master of Arts en 1905 et son doctorat en 1910. Il se marie avec Laura Grace Foote le 4 décembre 1899. Il suit les cours de Bashford Dean (1867-1928). Il est l’assistant d’Henry Fairfield Osborn (1857-1935) de 1899 à 1913, puis devient conservateur assistant au département de paléontologie des vertébrés de l’American Museum of Natural History en 1911, puis titulaire en 1914, puis conservateur au département d’anatomie comparée de 1921 à 1944. Il obtient un Doctorat of Sciences en 1938.
Gregory est membre de diverses sociétés savantes comme la New York Academy of Sciences, l’American Association for the Advancement of Science, de l’American Society of Naturalists, et bien d’autres. Il forme plusieurs scientifiques dont Edwin Harris Colbert (1905-2001) et Alfred Sherwood Romer (1894-1973).
Il est l’auteur de nombreuses publications et s’intéresse aux primates de l'éocène et à l’évolution des mammifères mais aussi aux mollusques.